# 安东尼·爱德华兹 (赛艇运动员)
安东尼·爱德华兹（英語：Anthony Edwards，1972年12月22日—），澳大利亚男子赛艇运动员。他曾代表澳大利亚参加1996年、2000年、2004年、2008年和2012年夏季奥林匹克运动会赛艇比赛，获得二枚银牌和一枚铜牌。